# Joan Lunden
Joan Lunden (nata Joan Elise Blunden) (Fair Oaks, 19 settembre 1950) è una giornalista e scrittrice statunitense, co-conduttrice televisiva per la ABC di  Good Morning America dal 1980 al 1997.
È apparsa nel programma Biography per la American TV Channel. Dal 2014 Lunden è corrispondente per NBC del programma Today. Nel 2021 è ospite del programma televisivo pubblico Second Opinion.

## Biografia
Lunden è nata nella contea di Sacramento, in California, figlia di Gladyce Lorraine (nata Somervill) e del dottor Erle Murray Blunden, medico. Ha conseguito una laurea in arti liberali presso la California State University, Sacramento.
Successivamente ha studiato spagnolo e antropologia presso l'ex campus di Città del Messico dell'Universidad de Las Americas. È stata istruttrice in visita al Montclair State College nel New Jersey, dove ha tenuto un corso di giornalismo televisivo. Il suo primo lavoro come presentatrice di notizie è stato alla KCRA-TV. Ha iniziato la sua carriera televisiva a Sacramento, in California, dove ha lavorato per Channel 3 (KCRA) e per la radio come co-conduttrice del notiziario televisivo quotidiano di mezzogiorno.

## Carriera

### "Good Morning America"
Nel 1975, Lunden è entrata a far parte della WABC-TV Eyewitness News di New York, momento in cui il suo nome è stato cambiato per evitare di essere chiamata "Blunder". Un anno dopo, è diventata co-conduttrice dei telegiornali del fine settimana. Lunden è entrata a far parte di GMA nell'autunno del 1976 come reporter di notizie / consumatori, e in seguito è diventata co-conduttrice sostitutiva quando l'ex co-conduttrice Sandy Hill ha lasciato per lavorare alla copertura della ABC delle Olimpiadi invernali del 1976 .
La sua popolarità ha portato alla rapida promozione a co-conduttrice con David Hartman, l'ospite originale del programma, nel 1980. Successivamente, avrebbe trascorso la maggior parte della sua carriera ospitando con Charlie Gibson della ABC. Ha trasmesso da 26 paesi, ha "coperto" cinque presidenti, cinque Giochi Olimpici e due matrimoni reali. La sua popolarità nel programma GMA dagli anni '70 agli anni '90 le ha permesso di intervistare i presidenti e le first lady degli Stati Uniti Gerald e Betty Ford, Jimmy e Rosalynn Carter, Ronald e Nancy Reagan, George e Barbara Bush, Bill e Hillary Clinton, e anche il governatore del Texas George W. Bush e Laura Bush prima della sua elezione a presidente nel 2000.

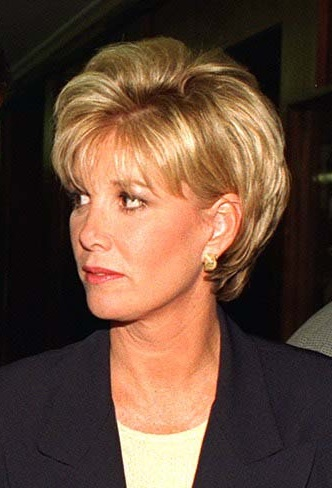
Joan Lunden nel 1996

In qualità di co-conduttrice di GMA, Lunden ha viaggiato per il mondo, coprendo eventi storici, come il 50º anniversario del VE Day (Victory in Europe) nel 1995; il 50º anniversario del D-Day; i Giochi Olimpici Invernali del 1984 e del 1988 rispettivamente a Sarajevo e Calgary; e il matrimonio del principe Carlo e Diana, principessa del Galles. Ha coperto le amministrazioni e le inaugurazioni di tre presidenti: Bill Clinton, George HW Bush e Ronald Reagan. È stata una dei soli tre giornalisti americani a intervistare il principe Carlo durante la sua visita negli Stati Uniti nel 1983.
Lunden era nota per la sua disponibilità ad assumersi dei rischi nel suo ruolo. Ha scalato e calato in corda doppia il famoso ghiacciaio Mendenhall dell'Alaska e si è lanciata con il bungee jumping da un ponte di 44 metri e si è lanciata con il parapendio da una montagna di oltre 610 metri durante il viaggio del programma in Nuova Zelanda. Ha navigato le rapide di un fiume Georgia per uno spettacolo GMA nel 1994.  Lunden ha lasciato il 5 settembre 1997 GMA dopo 17 anni come co-conduttrice.

## Vita privata
Lunden ha in totale 7 figli. È stata sposata con Michael A. Krauss dal 1978 fino al loro divorzio nel 1992. La coppia ha tre figlie: Jamie Beryl Krauss, nata il 4 luglio 1980; Lindsay Leigh Krauss;  e Sarah Emily Krauss. Lunden si convertì al giudaismo quando sposò Krauss. In seguito ha sposato il proprietario di Camp Takajo, Jeff Konigsberg, il 18 aprile 2000. Hanno quattro figli, due coppie di gemelli, Jack, Kim (nato nel 2005), Kate e Max (nato nel 2003), nato con l'aiuto di una madre surrogata. Lunden è diventata una portavoce della maternità surrogata.
Martedì 24 giugno 2014, Lunden ha rivelato a Good Morning America che le era stato diagnosticato un cancro al seno.

## Opere
- Growing up Healthy: Protecting your child now through Adulthood — ISBN 978-0743486149
- Joan Lunden's Healthy Living — ISBN 978-0609802052
- Joan Lunden's Healthy Cooking — ISBN 978-0316535885
- Wake Up Calls: Making the Most Out of Every Day (Regardless of What Life Throws You) —  ISBN 0-07-136126-X
- A Bend in the Road is not the End of the Road: 10 Positive Principles For Dealing With Change — ISBN 0-688-16083-2
- Mother's Minutes — ISBN 978-0312458706
- Your Newborn Baby —  ISBN 978-0517022818
- Good Morning I'm Joan Lunden — ISBN 978-0399131264
- Why Did I Come into This Room?: A Candid Conversation about Aging — ISBN 978-1948677523